# Älteste Menschen

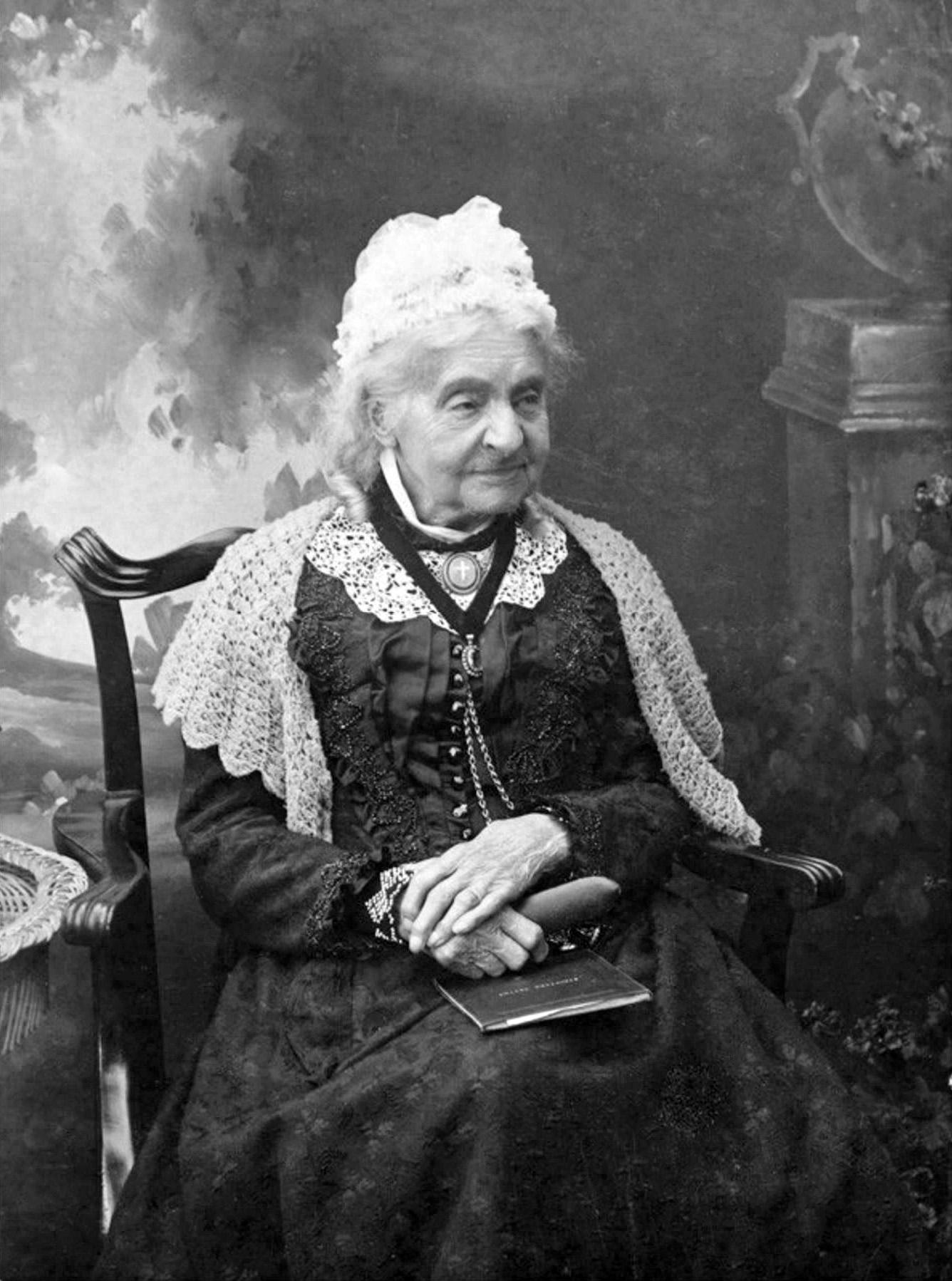
Margaret Ann Neve (1792–1903), die erste Frau, die erwiesenermaßen 110 Jahre alt wurde

Dokumentation und Forschung zu den ältesten Menschen und deren Langlebigkeit tragen zur Ermittlung der maximalen menschlichen Lebensspanne bei und können zugleich neue Informationen über mögliche genetische und umweltbedingte Ursachen des Alterns herausarbeiten. Was in den Genen und in der Lebensführung der Hundertjährigen oder erst recht der Hundertzehnjährigen (englisch supercentenarians) das Altern verlangsamt hat, könnte, so die Hoffnung, eines Tages als altershemmende Maßnahmen für alle Menschen genutzt und weiterentwickelt werden.
Der älteste Mensch, dessen Lebensdaten dokumentiert und von fachlich einschlägigen wissenschaftlichen Institutionen anerkannt sind, ist die Französin Jeanne Calment, die 122 Jahre und 164 Tage alt wurde. Sie lebte vom 21. Februar 1875 bis zum 4. August 1997.
Die wissenschaftliche Grundlagenforschung des Alterns ist ein Teilgebiet der Gerontologie mit dem Ziel, die äußersten Grenzen des menschlichen Lebens und Körpers zu vermessen, sie zu verstehen und eines Tages über das bisherige Maß hinausschieben zu können. Dabei werden auch Vergleiche mit anderen Lebewesen, wie Mäusen und Fliegen, gezogen.

## Geschichte

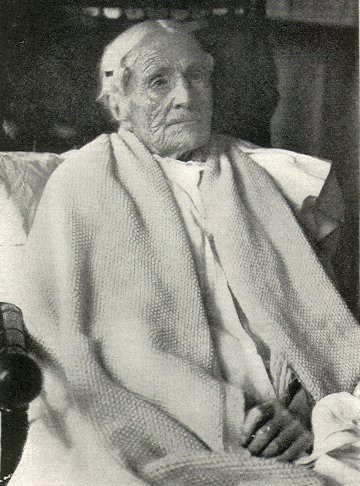
Ann Pouder (3. Mai 1808 – 10. Juli 1917) im Alter von etwa 109 Jahren

Aus frühester Zeit sind Berichte von Menschen überliefert, die angeblich ein besonders hohes Lebensalter erreicht haben. Viele Altersangaben aus der Bibel (besonders aus der Zeit vor der Sintflut) von Menschen, die ein sprichwörtlich biblisches Alter erreicht haben sollen, sind unrealistisch. Besondere Bekanntheit hat der biblische Methusalem (969 Jahre, Gen 5,21–27 ) erreicht, dessen Name noch heute als Synonym für eine sehr alte Person verwendet wird. In den meisten Fällen konnten die Altersangaben nicht bewiesen werden, da keine zuverlässigen Quellen wie Geburts- und Sterbeurkunden existierten. Zudem wurden in verschiedenen Gegenden bis ins frühe 20. Jahrhundert die Jahre doppelt gezählt (Sommer und Winter getrennt), darunter die ländlichen Gegenden des zaristischen Russlands, wobei die Umstellung bei Analphabeten dazu führen konnte, dass der Betreffende einfach in der später gebräuchlichen Zählweise langsamer weiterzählte, retrospektiv mit dem Jahr der Umstellung seiner privaten Zählung durcheinanderkam und sein wahres Alter selbst nicht genau kannte. Die Unsicherheiten änderten sich langsam mit der fortschreitenden Entwicklung des Personenstandswesens, wodurch es im späten 19. Jahrhundert bereits in vielen Ländern Geburtsurkunden gab. Das erleichterte die Suche und verringerte die Chancen für Betrüger und Hochstapler, denen bis in die jüngste Vergangenheit besonders auch das in der allgemeinen Öffentlichkeit prestigeträchtige Guinness-Buch der Rekorde mit seiner Rubrik „Ältester Mensch“ mehrfach aufgesessen war.
Der erste Mensch, der nachweislich die Grenze von 110 Jahren erreicht hat, ist der Niederländer Geert Adriaans Boomgaard. Er wurde am 21. September 1788 in Groningen geboren und starb ebenda am 3. Februar 1899. Die erste Frau, die erwiesenermaßen 110 Jahre alt wurde, ist die Engländerin Margaret Ann Neve, die am 18. Mai 1792 auf der Kanalinsel Guernsey als Margaret Ann Harvey zur Welt kam und am 4. April 1903 verstarb (110 Jahre, 321 Tage). Delina Filkins (4. Mai 1815 – 4. Dezember 1928) aus New York überschritt zuerst die 113 Jahre und hielt den Altersrekord mehr als 50 Jahre lang.
Der heute verlässlich dokumentiert älteste Mensch ist Jeanne Calment (21. Februar 1875 – 4. August 1997). Die Französin wurde in der Stadt Arles in der Provence geboren. Als Kind war sie noch Vincent van Gogh begegnet. Ihre 122 Jahre und 164 Tage stellen die längste bisher zweifelsfrei dokumentierte Lebensdauer dar. Der vom Guinness-Buch der Rekorde akzeptierte männliche Altersrekordler ist Jiroemon Kimura (19. April 1897 – 12. Juni 2013), der ein Alter von 116 Jahren und 54 Tagen erreichte. Eine detaillierte wissenschaftliche Untersuchung seines Alters steht jedoch noch aus.
Etwa 2000 über 110-Jährige sind in der Geschichte sicher bezeugt worden. Dabei handelt es sich zweifellos nur um einen Bruchteil derer, die wirklich gelebt haben, da die Lebensspanne der Mehrheit dieser Menschen nicht erfasst und (verlässlich) dokumentiert wurde. Ende der 2000er Jahre wurden die Forschungsergebnisse voneinander unabhängiger Forscher in einem internationalen Projekt des Max-Planck-Instituts für demografische Forschung in Rostock zusammengetragen und 2010 in der Monografie Supercentenarians veröffentlicht.

## Auswertung statistischer Auffälligkeiten

### Höheres Alter der Frauen

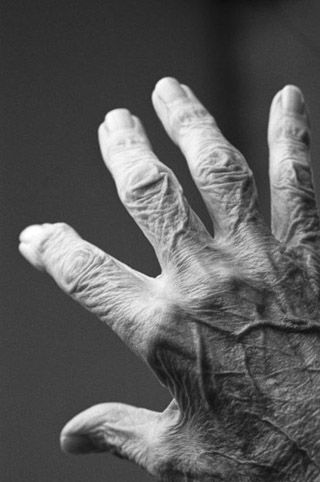
Hand einer Seniorin

In fast allen Teilauswertungen erreichen die ältesten Frauen ein etwas höheres Alter als die ältesten Männer. Dieser statistisch signifikante Unterschied beträgt etwa drei Jahre. Die den Weltrekord haltende Jeanne Calment wurde sogar mehr als sechs Jahre älter als der älteste Mann, Jiroemon Kimura. Für diesen Vorteil der Frauen gibt es unterschiedliche theoretische Erklärungen. Die höhere maximale Lebensspanne von Frauen wird dabei oft mit den gleichen Theorien erklärt wie ihre höhere durchschnittliche Lebenserwartung. Eine Gruppe von Theorien betrachtet den Vorteil der Frauen sozusagen als schicksals- und naturgegeben: Der männliche Hormonhaushalt oder andere spezifisch männliche Körpermerkmale würden demnach zu einem etwas schnelleren Verschleiß des Körpers führen. Eine andere Gruppe von Theorien sieht den Unterschied eher als Folge geschlechtsbedingter Rollen: Männer werden häufiger in Kriegen, gefahrgeneigter Arbeit, körperlich schädigenden Tätigkeiten eingesetzt, sie suchen bei Krankheitssymptomen seltener einen Arzt auf, rauchen mehr und trinken mehr Alkohol usw. Bei allen Säugetierarten, zum Beispiel bei Labormäusen, leben die Weibchen im Durchschnitt länger als die Männchen. Dafür gibt es verschiedene Erklärungsansätze: Männchen haben einen größeren Körper, und jeweils in einer Säugetierart leben die kleineren Exemplare im Schnitt länger als die großen: Kleine Hunderassen können 16 Jahre erreichen, während große Hunde meist schon nach neun Jahren sterben. Kleine Menschen haben eine höhere Lebenserwartung als große. Wenn die geringere Körpergröße allerdings nicht genetisch bedingt ist, sondern aus schlechter Ernährung resultiert, kehrt sich die Regel um: Dann haben größere Menschen die höhere Lebenserwartung. Dem männlichen Geschlechtshormon Testosteron wird eine lebensverkürzende Wirkung zugeschrieben: Eunuchen leben im Schnitt länger als nicht kastrierte Männer, allerdings neigen sie zum Übergewicht, was das Leben wieder verkürzt. Generell haben anabole (stoffwechselanregende) Hormone wie Wachstumshormone und die männlichen Geschlechtshormone eine lebensverkürzende Wirkung, vielleicht indem sie zu stärkerem oxidativem Stress führen. Ein weiterer Erklärungsansatz für die höhere Lebensspanne von weiblichen Säugetieren und Menschenfrauen ist, dass bei der zyklischen Menstruationsblutung Schadstoffe, Schwermetalle sowie das oxidativ wirkende Eisen aus dem Körper geschwemmt werden. Noch ein Erklärungsansatz ist, dass Frauen aufgrund ihres doppelten X-Chromosoms besser vor Erbkrankheiten und vorzeitigem Tod geschützt sind.

### Kaum Altersrekordler aus der „Dritten Welt“
Fast alle Altersrekordler kommen aus den vergleichsweise reichen Ländern des Nordens, aus Europa, Japan, Nordamerika, dort allerdings aus allen ethnischen Gruppen. Als Grund, warum keine entsprechenden Meldungen aus der „Dritten Welt“ kommen, in der der weitaus größere Teil der Weltbevölkerung lebt, wird unter anderem angesehen, dass wegen schlechter medizinischer Versorgung, Krankheiten, Ernährungsmangels, schlechter Bildung etc. die Menschen aus ärmeren Ländern eine geringere Chance haben, überhaupt erst die ersten hundert Jahre zu überstehen und dann weniger Menschen übrig bleiben, die ihre maximale Lebensspanne ausschöpfen können. Als weiterer Grund wird angesehen, dass die Geburtenregistrierung in den besagten Ländern vor allem im 19. Jahrhundert eher lückenhaft war. Somit könnte lediglich die Statistik verzerrt sein, was bei solchen Untersuchungen häufig der Fall ist. Auch erfüllte die Geburtenregistrierung in vielen Ländern im 19. Jahrhundert noch nicht die strengen Bedingungen, die heute an einen exakten individuellen Altersnachweis von Hochbetagten und Höchstbetagten gestellt werden.

### Einfluss der Gene
Seit Jeanne Calment sehen Wissenschaftler im lebenslangen Ausbleiben ernsthafter Erkrankungen Indizien dafür, dass Langlebigkeit bzw. verlangsamtes Altern genetisch beeinflusst sein kann. Viele Hundertjährige wissen von ungewöhnlich vielen Angehörigen zu berichten, die ebenfalls ein sehr hohes Alter erreicht haben. Allein scheinen diese „Methusalem-Gene“ nicht auf eine bestimmte Population oder eine Gruppe von Populationen beschränkt zu sein und treten vermutlich in der gesamten Menschheit auf. Dafür spricht, dass unter den „Supercentenarians“ Menschen der unterschiedlichsten Völker, wie Europäer, Asiaten (Japaner) und auch afrikanischstämmige US-Amerikaner gleichermaßen vertreten sind.

### Suche nach der Insel der Jugend
Die Suche nach einer Insel der Jugend hat die Menschheit seit Beginn ihrer schriftlichen Überlieferung (Gilgamesch) beschäftigt. Ponce de León hat das Land der Jugend vergeblich in Florida gesucht, und im 20. Jahrhundert schrieb James Hilton über Shangri-La. Die Altersdemographie hat dieses Land noch nicht gefunden. Es müsste ein Land sein, das die Mehrzahl aller „Supercentenarians“ stellt und dem Rest der Welt nur einen geringen Teil der Rekorde überlässt. Die urkundlich belegten Altersrekorde aber verteilen sich rund um den Globus, ohne einen einzelnen Landstrich besonders zu bevorzugen. Es gibt gewisse Indizien, dass man in der Provinz Nuoro, Sardinien, auffällig viele Hundertjährige findet und deren Alter auch urkundlich belegen kann, desgleichen in Okinawa sowie in Kyotango, Präfektur Kyoto, Japan. Es gibt weiterhin eine Reihe legendärer und meist sehr abgelegener Landstriche und Ethnien, über deren Altersrekorde berichtet wird (Abchasen, Hunzukuc). Es gibt jedoch keine ausreichenden Belege, bevor entweder das Personenstandswesen weiter fortgeschritten ist oder medizinische Methoden zur exakten objektiven Altersbestimmung entwickelt sind. Möglicherweise werden unbelegte regionale Auffälligkeiten entdeckt und so ließe sich eine Insel der Jugend bestimmen.

## Ältester Mensch
Diese Auflistung des ältesten Menschen erfasst Personen ab dem ersten Supercentenarian, die jeweils das höchste nachweislich erreichte Lebensalter hatten, bis ihr Nachfolger älter wurde als sie.
| Name Lebensdaten erreichtes Alter (= Tage)                                           | M/F  | Land                           | Altersrekord von – bis                  | Rekorddauer in Jahren und Tagen |
| ------------------------------------------------------------------------------------ | ---- | ------------------------------ | --------------------------------------- | ------------------------------- |
| Geert Boomgaard 21. September 1788 – 3. Februar 1899 110 Jahre und 135 Tage (40.311) | Mann | Niederlande                    | 21. September 1898 – 30. September 1902 | 04 Jahre und 9 Tage             |
| Margaret Ann Neve 18. Mai 1792 – 4. April 1903 110 Jahre und 321 Tage (40.496)       | Frau | Vereinigtes Königreich         | 1. Oktober 1902 – 18. August 1925       | 22 Jahre und 321 Tage           |
| Louisa Thiers 2. Oktober 1814 – 17. Februar 1926 111 Jahre und 138 Tage (40.680)     | Frau | Vereinigte Staaten             | 19. August 1925 – 19. September 1926    | 01 Jahr und 31 Tage             |
| Delina Filkins 4. Mai 1815 – 4. Dezember 1928 113 Jahre und 214 Tage (41.487)        | Frau | Vereinigte Staaten             | 20. September 1926 – 15. Oktober 1980   | 54 Jahre und 26 Tage            |
| Eliza Underwood 15. März 1866 – 27. Januar 1981 114 Jahre und 318 Tage (41.956)      | Frau | Vereinigte Staaten             | 16. Oktober 1980 – 17. Juni 1986        | 05 Jahre und 245 Tage           |
| Augusta Holtz 3. August 1871 – 21. Oktober 1986 115 Jahre und 79 Tage (42.082)       | Frau | Deutschland Vereinigte Staaten | 18. Juni 1986 – 19. August 1989         | 03 Jahre und 63 Tage            |
| Easter Wiggins 1. Juni 1874 – 7. Juli 1990 116 Jahre und 36 Tage (42.405)            | Frau | Vereinigte Staaten             | 20. August 1989 – 29. März 1991         | 01 Jahr und 220 Tage            |
| Jeanne Calment 21. Februar 1875 – 4. August 1997 122 Jahre und 164 Tage (44.724)     | Frau | Frankreich                     | 30. März 1991 –                         | 34 Jahre und 98 Tage            |

Um zu den 100 ältesten Menschen der Geschichte zu gehören, deren Alter nachgewiesen werden konnte, beträgt das Mindestalter momentan 114 Jahre und 265 Tage. Diese Liste der ältesten Menschen wird derzeit von Jeanne Calment angeführt. Zu den nach Geschlechtern getrennten Auflistungen siehe die Liste der ältesten Männer und die Liste der ältesten Frauen. Als ältester lebender Mensch der Welt gilt mit einem Alter von 115 Jahren und 319 Tagen die Britin Ethel Caterham, geboren am 21. August 1909.

## Weitere Altersrekorde
- Sowohl die US-Amerikanerin Mary P. Romero Zielke Cota (5. Juli 1870 – 22. Juli 1982) als auch ihre Tochter Rosabell Zielke Champion Fenstermaker (4. November 1893 – 14. Oktober 2005) konnten ihren 111. Geburtstag feiern. Drei weitere Kinder Cotas erreichten ebenfalls ein überaus hohes Alter: Edna Baker starb mit 99, Edith Kaesler wurde 100 und Marjorie Nast wurde 102.[8] Der in Deutschland bekannteste Fall, bei dem mindestens ein Nachkomme eines 110-jährigen Elternteils ebenfalls die 100 überschritten hat, dürfte der Fall von Johanne Wilks (8. Februar 1893 – 23. Juni 2003) und deren drei Töchtern sein. Ida Renken wurde 102 Jahre alt (22. März 1914 – 20. Juli 2016).[9] Ihre ältere Schwester Anna verstarb mit 90 Jahren, ihre jüngere Schwester Dora war im März 2015 95 Jahre alt.[10][11]
- Bisher wurden nur zwei Geschwister registriert, die ihren 110. Geburtstag erlebt haben: Katharine Hardman Davenport (31. März 1883 – 29. September 1993) und Nelle Hardman Eby (17. Mai 1881 – 13. Januar 1993) aus Parsons in Kansas.[12] Die ältesten Zwillinge, die japanischen Schwestern Kin Narita (1. August 1892 – 23. Januar 2000) und Gin Kanie (1. August 1892 – 28. Februar 2001), brachten es auf 107 und 108 Jahre.[13]
- Der US-Amerikaner Herbert Fisher (10. Juni 1905 – 27. Februar 2011) und seine Frau Zelmyra Fisher (10. Dezember 1907 – 20. Februar 2013) wurden am 13. Mai 1924 getraut. Sie waren 86 Jahre und 290 Tage verheiratet und sind damit Inhaber des Rekords für die längste Ehe.[14][15]
- Julio Cesar Mora Tapia (10. März 1910 – 22. Oktober 2020[16]) und Waldramina Maclovia Quinteros Reyes (16. Oktober 1915 – 2. Juni 2023[17]) aus Ecuador halten den Rekord für das höchste Gesamtalter zweier Eheleute (218+ Jahre).[18]
- Der erste Sohn von Violet Brown, Harland Fairweather (15. April 1920 – 19. April 2017), war mit 97 Jahren der wohl älteste Mensch mit noch lebendem Elternteil. Seine Mutter überlebte ihn um wenige Monate.[19]

## Unbelegte Altersbehauptungen, Altersübertreibungen und betrügerische Fälle
Im Laufe der Zeit hat es immer wieder Menschen gegeben, die sich für deutlich älter ausgaben oder hielten, als sie tatsächlich waren. Manche hielten sich für 125, 150 oder gar über 200 Jahre alt.
- Der Brite Thomas Parr (um 1565–1635), „Old Parr“ genannt, starb angeblich mit 152 Jahren[21] und war in seinem letzten Lebensjahr (wahrscheinlich höchstens das 70.) eine der Attraktionen Londons. Er liegt in der Poets’ Corner der Londoner Westminster Abbey begraben, eine Ehre, die ihm auf Anweisung des beeindruckten Karl I. zuteilwurde. Ein weiterer britischer Fall ist der Soldat William Hiseland (1620–1733).[22]
- Die Französin Marie Piou soll 1838 im Alter von 158 Jahren gestorben sein.[23]
- Auch im deutschen Sprachgebiet wurden einige Fälle übertriebener, nicht nachweislicher Altersangaben bekannt, darunter Martin Kaschke (1610–1727), Johann Chiossich (1703–1820), Anton Adner (1705–1822), Joseph Brunner (1706–1827) und Johann Heinrich Behrens (1735–1844). Bei vorletzterem konnte mittlerweile das wahre Alter von „nur“ 88 Jahren statt der behaupteten 120 ermittelt werden.[24] 1852 soll in Heidelberg Jos Fein im Alter von 115 Jahren gestorben sein.[25] Die Hamburgerin Therese Fiedler von Hülsenstein, Hofdame in Österreich, soll 1876 im Alter von 119 Jahren gestorben sein; die verwunderte Presse berichtete davon weltweit.[26][27][28]
- Die höchste Altersangabe des 20. Jahrhunderts publizierte 1933 die Time, die berichtete, der zuvor verstorbene chinesische Kräuterkundler und Professor Li Ching-yun, der angab, 1736 geboren zu sein, habe ein Alter von 197 Jahren erreicht, nannte dann aber eine weitere Quelle, die anführte, dass die chinesische Regierung ihm bereits 1827 zu seinem 150. Geburtstag gratuliert habe und er damit 256 Jahre[29] alt geworden sei. Er soll 23 Ehefrauen überlebt haben und war gerade mit seiner vierundzwanzigsten verheiratet.[30]
- Auch der 1934 gestorbene osmanische Altersmythos Zaro Ağa behauptete ein Lebensalter jenseits von 150 Jahren und erlangte damit lokale Bekanntheit.
- Die kolumbianische Regierung widmete 1956 Javier Pereira (1789 – 30. März 1958) zwei Briefmarken (Michel-Nr. 796–797). Darauf wird er mit dem Ausspruch „Sich keine Sorgen machen, viel Kaffee trinken, eine gute Zigarre rauchen!“ zitiert. Er soll zu diesem Zeitpunkt 167 Jahre alt gewesen sein. Die Angabe stützte sich lediglich auf die Äußerungen eines Zahnarztes, der beim Betrachten von Pereiras Zähnen dieses Alter festgestellt hatte. Im selben Jahr wurde er von Ärzten in New York mit dem Ergebnis untersucht, dass er sehr wohl mehr als 150 Jahre alt sein könne.
- Der aus dem aserbaidschanischen Ort Barzavu stammende Schafhirte Shirali Muslimov (26. März/19. Mai 1805 – 2. oder 4. September 1973) beanspruchte ebenfalls den Titel des ältesten Erdenbürgers. Er soll mit 136 Jahren geheiratet haben, später eine Tochter gezeugt haben und erst 168-jährig verschieden sein. Als stichhaltiger Beweis galt seine Geburtsurkunde aus dem Jahr 1805.[31][32]
- Das Guinness-Buch der Rekorde führte 1979/1980 den US-Amerikaner Charlie Smith als ältesten Menschen der Erde. Dieser behauptete im Oktober 1979, 137 Jahre alt und als Kind 1854 mit einem Sklaventransport aus Westafrika in die USA verschifft worden zu sein. Tatsächlich meinten Sozialversicherungsbeamte, eine Urkunde von 1854 gefunden zu haben, die diese Angaben bestätigte. 1980 tauchte aber eine Heiratsurkunde auf, welche die Lebensdaten widerlegte – in Wirklichkeit war Smith nur 104 Jahre alt.[33][34]
- Das Guinness-Buch der Rekorde nahm nach der Aufdeckung des Irrtums mit Charlie Smith den Altersanspruch des Japaners Shigechiyo Izumi an, der am 29. Juni 1865 geboren sein soll und am 21. Februar 1986 starb. Bereits kurz nach dessen Tod mehrten sich jedoch Zweifel an diesen Daten.[35] Möglicherweise wurde das Geburtsdatum mit dem seines gleichnamigen Bruders, der als Kind starb, verwechselt, und Izumi selbst kam somit erst 1880 zur Welt. Seit 2011 lässt das Guinness-Buch der Rekorde Izumis Altersbehauptung unberücksichtigt.
- Der Nepalese Sri Bir Narayan Choudhary soll im Jahre 1998 im Alter von 141 Jahren verstorben sein. Seine Geburt im Jahr 1856 wurde angeblich vom nepalesischen Ministerium für Archäologie verifiziert. Seine Geschichte fand über ein Video auf der Plattform YouTube Verbreitung.[36]

Auch noch in jüngster Zeit behaupten zahlreiche Menschen (bzw. deren Angehörige), ein außergewöhnlich hohes Alter erreicht zu haben, ohne dass diese Angaben von Gerontologen verifiziert werden könnten. Stets können keine stichhaltigen Belege wie originale Geburtsurkunden oder andere Dokumente aus den ersten 20 Lebensjahren vorgewiesen werden, die jedoch notwendig sind, um einen Nachweis über Identität und Alter der Person zu führen. Oftmals geben schon die näheren Umstände Anlass zur Skepsis, beispielsweise wenn die betreffenden Personen oder ihre Familien verhältnismäßig spät an die Öffentlichkeit gehen, obwohl sie aufgrund ihres Alters schon seit mehreren Jahren der älteste Mensch sein könnten. Der Gerontologe Robert D. Young von der Gerontology Research Group erklärte 2016, dass nach seinen Erfahrungen „Altersbehauptungen von mehr als 120 Jahren zu 100 Prozent falsch“ seien.
- Benito Martínez Abrogan (19. Juni 1880 – 11. Oktober 2006) soll ein Alter von 126 Jahren erreicht haben. Die kubanische Regierung gibt sein Alter dagegen mit 119 Jahren an.[38]
- Turinah Masih Sehat, eine angeblich 1853 geborene Indonesierin, machte 2010 als 157-Jährige Schlagzeilen.[39] Alle ihre persönlichen Dokumente will sie nach eigenen Angaben vernichtet haben, um nicht mit einem „kommunistischen Putschversuch“ im Jahre 1965 in Verbindung gebracht zu werden.
- Die Kubanerin Juana Bautista de la Candelaria Rodriguez (gestorben 24. Dezember 2012[40]) konnte Ausweispapiere vorweisen, nach denen sie am 2. Februar 1885 geboren sei. Doch bereits ein Blick in den Ausweis zeigt ein mit 1885 übermaltes 1913, mithin einen betrügerischen Fall.[41]
- Der Bolivianer Carmelo Flores behauptete im April 2013, am 16. Juli 1890 zur Welt gekommen zu sein. Seine Angaben belegte er mit seinem Ausweis und seiner Geburtsurkunde.[42] Im Juni 2014 verstarb er, womit er ein Alter von 123 Jahren erreicht haben soll. Die Echtheit seiner Geburtsurkunde wird jedoch bezweifelt und es wird angenommen, dass er tatsächlich erst im Jahre 1906 geboren sein soll, womit er ein Alter von 107 Jahren erreicht hat.[43]
- Die Chinesin Luo Meizhen wurde angeblich am 9. Juli 1885 geboren und soll im Juni 2013 im Alter von 127 Jahren gestorben sein. Ihren Sohn bekam sie demnach erst mit 61 Jahren, weshalb Zweifel an ihrer Altersbehauptung bestehen.[44][45]
- Die Brasilianer Maria Gonçalves dos Santos (24. Juni 1890 – 15. Dezember 2016)[46], José Aguinelo dos Santos (7. Juli 1888 – 20. Dezember 2017)[47] und Maria Lucimar Pereira (3. September 1890 – 21. Mai 2022)[48] sollen ebenfalls mehr als 125 Jahre alt geworden sein. Von Letztgenannter wurde die Geburtsurkunde jedoch erst 1985 ausgestellt.[49]
- Im April 2017 soll der Indonesier Mbah Gotho nach Angaben der dortigen Behörden im Alter von 146 Jahren gestorben sein. Allerdings konnten seine Lebensdaten nicht verifiziert werden; der Gerontologe Robert D. Young verwies Gothos Altersangaben 2016 in dieselbe Kategorie wie Sasquatch, Yeti und das Ungeheuer von Loch Ness.
- Im Juni 2021 wurde in Indien im Zuge der Impfungen gegen COVID-19 Rehtee Begum entdeckt, die laut einer Lebensmittelkarte 124 Jahre alt sein soll. Begum besitzt allerdings keine Ausweisdokumente, mit denen sich ihr Alter belegen ließe, und kennt ihr genaues Alter selbst nicht.[50]
- Johanna Mazibuko war eine südafrikanische Frau, die nach den Angaben in ihrem Pass am 11. Mai 1894 geboren wurde und am 3. März 2023 starb. 2013 soll ein Sohn von ihr mit 77 Jahren gestorben sein. Auch der Bürgermeister ihrer Gemeinde unterstützt ihre Altersangaben. Ihr Geburtsdatum konnte allerdings bisher nicht verifiziert werden.